# 숙의 권씨 (광해군)
소의 권씨(昭儀 權氏, ? ~ 1624년 이후)는 조선 광해군의 후궁이다.

## 생애
조선의 제15대 왕 광해군의 후궁으로, 정식으로 간택을 통해 선발된 후궁이다. 아버지는 안동 권씨 권여경이며, 어머니는 상산 김씨이다.
1617년(광해군 9년) 음력 11월 25일 광해군이 당시 장흥부사로 있던 권여경의 딸을 종2품 숙의로 결정하도록 해조에 전하였으며, 권씨는 1618년(광해군 10년) 음력 7월 5일 정식으로 숙의에 선발되었다. 이때의 일에 대해 《광해군일기》의 사관은, 원래 숙의는 3인을 넘지 못함에도 불구하고 권씨까지 포함하여 숙의를 5명이나 들였다 하여 비판하였다. 한편 권씨의 아버지 권여경은 이후로도 여러 지방에서 관직을 역임하였는데, 가는 곳마다 탐욕을 일삼아 마치 전쟁을 치른 듯 하였다고 기록되어 있다. 이외에도 권씨를 비롯한 광해군의 후궁들의 일족이 높은 관직을 제수받았다고 기록되어 있다.
한편 인조반정과 함께 광해군이 폐위되자, 1623년(인조 원년) 음력 9월 14일 권씨에게는 중도부처의 명이 내려졌다. 이후 권씨는 연산(현재의 충청남도 논산시 연산면 일대)에서 유배생활을 했는데, 1624년(인조 2년) 음력 3월 21일 김장생이 권씨의 석방을 건의하였으나 인조는 광해군 때의 국정 문란이 이들 탓이라 하여 받아들이지 않았다. 한편 권씨가 언제 사망했는지는 기록이 없어 알 수 없으며, 광해군과의 사이에서 자녀는 없었다.

## 가족 관계
- 아버지 : 권여경(權餘慶, 생몰년 미상)
- 어머니 : 상산 김씨
- 시아버지 : 제14대 선조(宣祖, 1552~1608, 재위:1567~1608)
- 시어머니 : 공빈 김씨(恭嬪 金氏, 1553~1575)
  - 남편 : 제15대 광해군(光海君, 1575~1641, 재위:1608~1623)